# Balonmano Sinfín
O Balonmano Sinfín é um clube de handebol sediado em Santander, Espanha. Atualmente compete na Liga ASOBAL.